# Observatorio de Saji
El Observatorio de Saji está ubicado en Saji, en el distrito de Jazu, Tottori, Japón. En 2004, este pueblo se fusionó con Tottori. Distancia desde el eje de rotación y la altura sobre el plano ecuatorial (en radios de la Tierra): 0.81671 +0.57522. Longitud (grados este): 134.1222
Fue creado en 1994, al mismo tiempo que el municipio de Saji inició una política local para combatir la contaminación lumínica. Su código MPC es 867. Está equipado con un telescopio con una distancia focal de 1030 cm.
El código del observatorio es 867.
El Minor Planet Center lo atribuye al descubrimiento de 22 asteroides entre 1995 y 2001, y el asteroide (8738) Saji fue nombrado después de ser creado ese observatorio.
| (8738) Saji              | 5 de enero de 1997       |
| (14543) Sajigawasuiseki  | 28 de septiembre de 1997 |
| (16730) Nijisseiki       | 17 de abril de 1996      |
| (16731) Mitsumata        | 17 de abril de 1996      |
| (17672) 1996 XS25        | 11 de diciembre de 1996  |
| (17673) Houkidaisen      | 15 de diciembre de 1996  |
| (17748) Uedashoji        | 1 de febrero de 1998     |
| (31151) Sajichugaku      | 29 de octubre de 1997    |
| (35370) Daisakyu         | 29 de octubre de 1997    |
| (36036) Bonucci          | 8 de agosto de 1999      |
| (69421) Keizosaji        | 22 de diciembre de 1995  |
| (73862) Mochigasechugaku | 15 de diciembre de 1996  |
| (73955) Asaka            | 22 de octubre de 1997    |
| (75058) Hanau            | 6 de noviembre de 1999   |
| (77560) Furusato         | 17 de mayo de 2001       |
| (85422) Maedanaoe        | 13 de diciembre de 1996  |
| (88071) Taniguchijiro    | 4 de noviembre de 2000   |
| (90875) Hoshitori        | 3 novembre 1996          |
| (100691) Hasetoshitsuka  | 25 de diciembre de 1997  |
| (102621) Goshinosato     | 13 de noviembre de 1999  |
| (165167) 2000 QY109      | 28 de agosto de 2000     |